# 泰豫
泰豫（472年正月—十二月）是南朝宋太宗明皇帝刘彧的年號，共1年。
由于刘彧在472年正月生病没有痊愈，因此改元泰豫。
泰豫元年四月後廢帝劉昱即位沿用。

## 纪年
| 泰豫 | 元年  |
| ---- | ----- |
| 公元 | 472年 |
| 干支 | 壬子  |

## 參看
- 中国年号索引
- 同期存在的其他政权年号
  - 延興（471年八月-476年六月）：北魏政权北魏孝文帝拓跋宏年号
  - 永康（464年-484年）：柔然政权受罗部真可汗予成年号